# آلفینگتون، ویکتوریا
آلفینگتون، ویکتوریا (به انگلیسی: Alphington) یک منطقهٔ مسکونی در استرالیا است که در شهر یارا واقع شده‌است.